# Martina Berthold

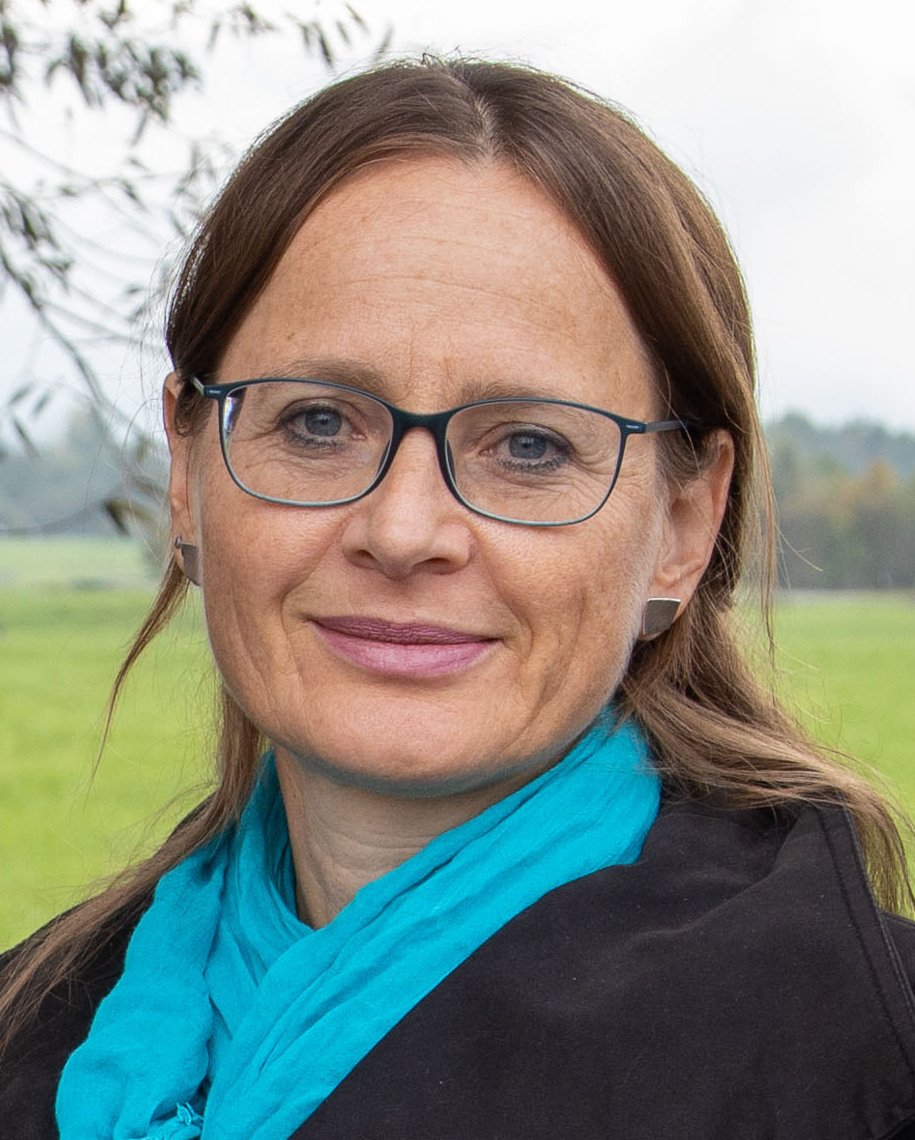
Martina Berthold (2021)

Martina Berthold (* 13. Februar 1970 in Linz) ist eine österreichische Politikerin (Grüne). Sie war 2013 bis 2018 Landesrätin in der Landesregierung Haslauer jun. I und anschließend Stadträtin in Salzburg für Umwelt und Bau. Im Oktober 2022 wurde sie zur Landessprecherin der Grünen Salzburg gewählt. Ab dem 9. November 2022 bis zum 14. Juni 2023 war sie zweite Landeshauptmann-Stellvertreterin in der Landesregierung Haslauer jun. II. Seit 14. Juni 2023 ist sie Landtagsabgeordnete und Klubobfrau der Grünen im Salzburger Landtag.

## Leben
Berthold wuchs in Linz und Aschach an der Steyr auf und maturierte 1988 in Steyr. An der Universität Salzburg studierte sie ab Herbst 1988 Erziehungswissenschaften, Psychologie, Soziologie und Theologie. Das Studium schloss Berthold 1993 als Magistra ab und begann ein Doktoratsstudium. Seit ihrer Studienzeit war sie freiberuflich tätig. Hauptberuflich arbeitete sie ab 1996 für das Land Salzburg, zuerst im Büro für Frauenfragen und Chancengleichheit, von 2002 bis 2009 in der Bildungsabteilung und dann in der Organisationsberatung. 2007 erwarb sie an der Salzburg Management Business School den MBA in Projekt- und Prozessmanagement.
Berthold lebt in Salzburg und ist verheiratet.

## Politik
Berthold war von 2003 bis 2009 Sprecherin der Grünen Frauen Salzburg. Bei der Landtagswahl 2004 verfehlte sie als Drittgereihte auf der Landesliste den Einzug in den Landtag nur um 40 Stimmen. Auch bei der Landtagswahl 2009 schaffte sie den Einzug – wiederum auf dem 3. Listenplatz – nicht. Ab 2010 bis 2013 war sie im Vorstand der Grünen Bildungswerkstatt Österreich.
Am 19. Juni 2013 wurde sie Landesrätin mit den Agenden Kinderbetreuung, Erwachsenenbildung, Universitäten, Forschung, Wissenschaft, Jugend, Familie, Generationen, Integration, Migration, Sport, Frauen und Chancengleichheit. Bei der Landtagswahl 2013 erreichten die Grünen – nach einem durch den Salzburger Spekulationsskandal geprägten Wahlkampf – mit 20,2 % der Stimmen und 7 Mandaten ihr bisher bestes Ergebnis auf Landesebene. Nach kurzen, intensiven Verhandlungen bildeten die Grünen zusammen mit ÖVP und Team Stronach unter dem neuen Landeshauptmann Wilfried Haslauer eine Koalitionsregierung.
Nach der Landtagswahl 2018 wurde sie am 13. Juni 2018 in der konstituierenden Landtagssitzung der 16. Gesetzgebungsperiode als Abgeordnete zum Salzburger Landtag angelobt und wurde Klubobfrau des Grünen Landtagsklubs. Im Juni 2018 wurde Martina Berthold als Nachfolgerin von Johann Padutsch zur Vorsitzenden der Bürgerliste Salzburg gewählt.
Bei den Gemeinderatswahlen am 10. März 2019 trat Berthold als Spitzenkandidatin für die Bürgerliste – Die Grünen in der Stadt an und erreichte mit ihrem Team 15,2 % (+1,6 % im Vergleich zur Wahl 2014). Bei der gleichzeitigen Bürgermeisterwahl erhielt sie 13,0 Prozent der Stimmen.
Ab dem 8. Mai 2019 war sie Mitglied der Salzburger Stadtregierung und als Stadträtin verantwortlich für Umwelt und Bau. Landtagsabgeordnete Kimbie Humer-Vogl folgte ihr als Klubobfrau im Landtag nach.
Berthold wurde am 29. Oktober 2022 zur Landessprecherin der Salzburger Grünen gewählt und folgte am 9. November 2022 Heinrich Schellhorn als zweite Landeshauptmann-Stellvertreterin nach und übernahm seine Agenden (Klima, Energie, Soziales, Kultur)
Bei der Landtagswahl 2023 erreichten die Grünen in Salzburg 8,2 % und konnten so ihre drei Mandate im Salzburger Landtag halten. Martina Berthold wurde am 14. Juni 2023, gemeinsam mit Simon Heilig-Hofbauer und Kimbie Humer-Vogl, als Abgeordnete zum Salzburger Landtag angelobt. Seitdem ist sie Klubobfrau der Grünen im Salzburger Landtag.

## Auszeichnungen (Auswahl)
- 2023: Ehrenzeichen des Landes Salzburg[11][12]